# Ali Akbar Hashemi Rafsanjani

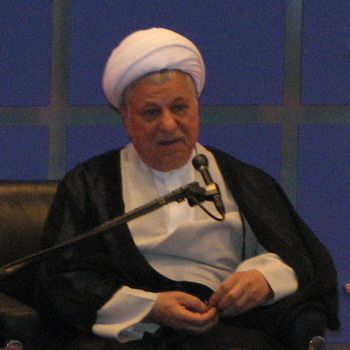
Ali Akbar Hashemi Rafsanjani

Ali Akbar Hashemi Rafsanjani (persiska اکبر هاشمی رفسنجانی ), född 25 augusti 1934 i Bahreman nära Rafsanjan i Kerman, Persien, död 8 januari 2017 i Teheran, var en iransk shiitisk islamist, mulla och politiker. Han var ordförande i Expertrådet mellan 2007 och mars 2011.
Rafsanjani var president i Islamiska republiken Iran 1989–1997. Efter Ruhollah Khomeinis död 1989 ansågs Rafsanjani, en av hans närmaste anhängare, vara landets starke man, men tvingades avstå posten som Högste ledare till förmån för president Ali Khamenei. Rafsanjani valdes till Khameneis efterträdare som president samma år och behöll till stor del sin reella makt, men tvingades dra sig tillbaka efter att han tjänstgjort i två perioder. Han misslyckades med sin planerade återkomst till politiken 2005, där han vann den första valomgången, men på grund av en svår ekonomisk situation förlorade i slutetappen mot Mahmoud Ahmadinejad och det nykonservativa Abadgaran, som vann de fattiga arbetarnas stöd genom att kritisera den äldre generationens ledarskap.
På grund av sin ålder tilläts han inte ställa upp i presidentvalet 2009, då kandidaterna måste vara under 75 år.
Den 8 mars 2011 ersattes han som ordförande i expertrådet av den tidigare premiärministern Mohammad-Reza Mahdavi Kani. Ett skäl till detta var enligt flera källor att han och hans familj varit lojala med motståndare till den dåvarande presidenten Ahmadinejad.
Rafsanjani dog av en hjärtattack 8 januari 2017.